# Cité Beauharnais
La cité Beauharnais est une voie du 11e arrondissement de Paris, en France.

## Situation et accès
La cité Beauharnais est une voie privée située dans le 11e arrondissement de Paris. Elle débute au 6, rue Léon-Frot et se termine au 28, rue Neuve-des-Boulets.

## Origine du nom

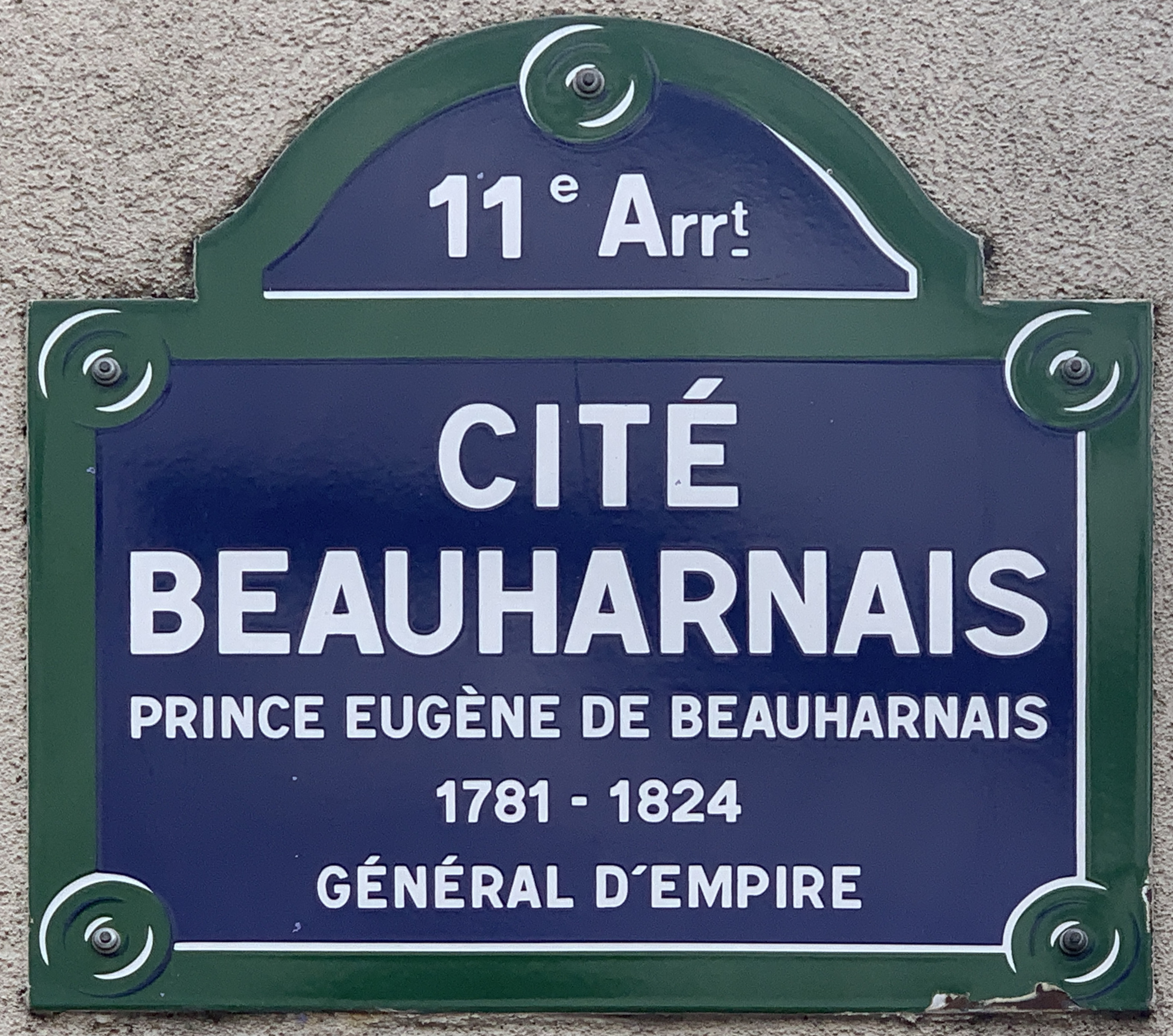
Plaque de la voie.

Cette voie porte le nom du fils adoptif de Napoléon Bonaparte, Eugène de Beauharnais (1781-1824), en raison du voisinage de l'ancien boulevard du Prince-Eugène, actuellement le boulevard Voltaire.

## Historique
Cette voie a été ouverte entre 1836 et 1842, en impasse, puis prolongée jusqu'à la rue Neuve-des-Boulets. Ouverte à la circulation publique par un arrêté du 23 juin 1959, sa dénomination est confirmée par arrêté municipal du 18 novembre 2002.

## Bâtiments remarquables et lieux de mémoire
- Jardin Émile-Gallé